# Robert Změlík
Robert Změlík (ur. 18 kwietnia 1969 w Prościejowie) – czeski lekkoatleta, wieloboista, mistrz olimpijski z 1992. Do 1992 reprezentował Czechosłowację.

## Kariera sportowa
Zajął 10. miejsce w dziesięcioboju na mistrzostwach świata juniorów w 1986 w Atenach oraz nie ukończył tej konkurencji na mistrzostwach Europy juniorów w 1987 w Birmingham.
Zdobył srebrny medal w dziesięcioboju na mistrzostwach świata juniorów w 1988 w Greater Sudbury, za Michaelem Kohnle z Republiki Federalnej Niemiec, a przed Eduardem Hämäläinenem ze Związku Radzieckiego.
Startując w konkurencji seniorów zajął 13. miejsce w skoku w dal na halowych mistrzostwach Europy w 1989 w Hadze oraz 9. miejsce w tej konkurencji na halowych mistrzostwach Europy w 1990 w Glasgow. Na mistrzostwach Europy w 1990 w Splicie zajął 4. miejsce w dziesięcioboju. Zajął 6. miejsce w skoku w dal i odpadł w eliminacjach biegu na 60 metrów przez płotki na halowych mistrzostwach świata w 1991 w Sewilli. Na mistrzostwach świata w 1991 w Tokio zajął 4. miejsce w dziesięcioboju.
Zdobył srebrny medal w siedmioboju na halowych mistrzostwach Europy w 19929 w Genui, przegrywając jedynie z Christianem Plaziatem z Francji, a wyprzedzając Antonio Peñalvera w z Hiszpanii, a także odpadł w eliminacjach biegu na 60 metrów przez płotki.
Na igrzyskach olimpijskich w 1992 w Barcelonie zdobył złoty medal w dziesięcioboju, wyprzedzając Peñalvera i Dave’a Johnsona ze Stanów Zjednoczonych. 
Od 1993 reprezentował Czechy. Nie ukończył dziesięcioboju na mistrzostwach świata w 1993 w Stuttgarcie, a na mistrzostwach świata w 1995 w Gőteborgu zajął w tej konkurencji 14. miejsce. Na igrzyskach olimpijskich w 1996 w Atlancie zajął 7. miejsce.
Zwyciężył w siedmioboju na halowych mistrzostwach świata w 1997 w Paryżu, przed Erkim Noolem z Estonii, i Jónem Arnarem Magnússonem z Islandii. Nie ukończył dziesięcioboju na mistrzostwach świata w 1997 w Atenach.
Był wicemistrzem Czechosłowacji w biegu na 110 metrów przez płotki i w skoku w dal w 1992 oraz brązowym medalistą w skoku w dal w 1990. Był również wicemistrzem Czech w sztafecie 4 × 100 metrów w 1993 i w biegu na 110 metrów przez płotki w 1996. W hali był mistrzem Czechosłowacji w skoku w dal w 1989 i 1991 oraz w biegu na 50 metrów przez płotki w 1991, wicemistrzem w skoku w dal w 1990 i 1992 oraz brązowym medalistą w skoku w dal w 1988 i w biegu na 50 metrów przez płotki w 1992, a także wicemistrzem Czech w biegu na 50 metrów przez płotki w 1996 i 1997.
Był czterokrotnym rekordzistą Czechosłowacji w dziesięcioboju do wyniku 8627 pkt., uzyskanego 31 maja 1992 w Götzis.
Zakończył przedwcześnie karierę z powodu kłopotów zdrowotnych.

## Rekordy życiowe
Rekordy życiowe Změlíka:
- dziesięciobój – 8627 pkt. (31 maja 1992, Götzis)
- skok w dal – 8,06 m (4 lipca 1992, Nitra)
- siedmiobój (hala) – 6228 pkt. (9 marca 1997, Paryż)
- bieg na 60 metrów przez płotki (hala) – 7,88 s (9 marca 1997, Paryż)
- skok w dal (hala) – 8,09 m (`6 lutego 1992, Praga)